# Ansfelden
Ansfelden es un pueblo de Alta Austria, está a 289 metros sobre el nivel del mar, su población es de 15.300. El pueblo se conoce porque allí nació el compositor y organista Anton Bruckner (1824-1896).
Ansfelden tiene 2 museos, el Museo Anton Bruckner y el museo de instrumentos musicales.